# له ژاپونز
له ژاپونِز (انگلیسی: La Japonaise) یک تابلوی نقاشی مربوط به سال ۱۸۷۶ از هنرمند نقاش فرانسوی، کلود مونه است. این اثر هنری در قالب رنگ روغن طرح گردید و مدل نمایش‌داده‌شده اثر، کامیل دونسیو نخستین همسر مونه است. تابلوی له ژاپونِز امروزه در موزه هنرهای زیبا (بوستون) قرار دارد.